# Jaroslav Papoušek
Jaroslav Papoušek (Velykyi Bychkiv, 12 de febrer de 1929 - Čimelice, 16 de juliol de 1996) va ser un caricaturista, guionista i director de cinema txec.

## Biografia
Va néixer a Transcarpàcia, que aleshores formava part de Txecoslovàquia. Durant la seva infància i adolescència, va viure a Čimelice al sud de Bohèmia. Va treballar com a auxiliar construcció i després com a afinador d'acordions. Al tombant dels anys quaranta i cinquanta es va matricular a l'Escola de Belles Arts de Praga, on es va graduar el 1957. va fer d'escultor, pintor i dibuixant, i l'expressió literària no li era gens estranya. La seva història curta Černý Petr va ser filmada segons el guió conjunt del director Miloš Forman. A més de Forman, Papoušek també va col·laborar amb Ivan Passer i Václav Šašek.
El 1968 Papoušek va fer el seu debut com a director cinematogràfic amb Nejkrásnější věk. La van seguir la famosa trilogia cinematogràfica sobre la família Homolka, que va obtenir un èxit molts anys després del seu llançament: Ecce homo Homolka (1969), Hogo fogo Homolka (1970) i Homolka a tobolka (1972)). Tot i això, personalment no va considerar que l'última part fos tan reeixida com les dues anteriors, ja que es va rodar en una era de normalització avançada, en la qual mancava de llibertat creativa. A finals de la dècada de 1970, havia realitzat tres pel·lícules més: la comèdia Televize v Bublicích aneb Bublice v televizi (1974), la pel·lícula juvenil Konečně si rozumíme (1976) sobre problemes de l'adolescència i la comèdia social Žena pro tři muže (1979), en què l'escultor busca una dona o una mare per a si mateix i el seu descendent.
A la dècada de 1980, després d'un atac de cor, es va dedicar a la feina més tranquil·la: la pintura. Va fer diverses exposicions de les seves pintures impressionistes a l'oli de paisatges, retrats i caricatures.
Va tornar a la cadira de director el 1984, quan va fer dues pel·lícules. Una va ser la comèdia amarga, Všichni musí být v pyžamu sobre les vicissituds de la vida d'un empleat malalt, i l'altra va ser la reeixida pel·lícula d'humor Cesta kolem mé hlavy, en què un professor de secundària que pateix indecisió va a un hospital psiquiàtric per fer-se un tractament. Posteriorment, es va dedicar a la pintura de nou, només el 1993 va tornar a dirigir la sèrie de televisió Pomalé šípy (Vlastimil Venclík també va participar en la direcció), en què cinc amics d'edat avançada es reuneixen de nou i desitgen tenir "acció" del joves Rychlé šípy.
Va morir el 1996 a Čimelice d'un atac de cor als 66 anys. La seva dona era Jindra Schwarzová, junts van tenir una filla Petra Vlčková-Papoušková.

## Filmografia
com a guionista
- Černý Petr (1963)
- Intimní osvětlení (1965)
- Lásky jedné plavovlásky (1965)
- Hoří, má panenko (1967)

com a autor, guionista i director
- Nejkrásnější věk (1968)
- Ecce homo Homolka (1969)
- Hogo fogo Homolka (1970)
- Homolka a tobolka (1972)
- Televize v Bublicích aneb Bublice v televizi (1974)
- Konečně si rozumíme (1976)
- Žena pro tři muže (1979)

com a guionista i director
- Cesta kolem mé hlavy (1984)
- Všichni musí být v pyžamu (1984)

com a director
- Pomalé šípy (1993) – sèrie de televisió